# Régions économiques de Russie
 (juillet 2025).
Si vous disposez d'ouvrages ou d'articles de référence ou si vous connaissez des sites web de qualité traitant du thème abordé ici, merci de compléter l'article en donnant les références utiles à sa vérifiabilité et en les liant à la section « Notes et références ».
Le territoire de la Russie est divisé en douze régions économiques (en russe : экономические районы, ekonomitcheskie raïony) à des fins statistiques.

## Présentation
Les régions économiques sont un regroupement des sujets fédéraux, exclusivement pour des besoins économiques et statistiques. En ceci, elles diffèrent des districts fédéraux qui ont une importance administrative certaine.

## Liste et composition des régions économiques
- Kaliningrad
- Nord-Ouest
- Nord
- Centre
- Centre-Tchernozem
- Volga-Viatka
- Volga
- Caucase du Nord
- Oural
- Sibérie occidentale
- Sibérie orientale
- Extrême-Orient

- Région économique de Kaliningrad
(Калининградский экономический район ; Kaliningradskij èkonomičeskij rajon)
  -  Oblast de Kaliningrad
- Région économique du Nord-Ouest
(Северо-Западный экономический район ; Severo-Zapadnyj èkonomičeskij rajon)
  -  Oblast de Léningrad
  -  Oblast de Novgorod
  -  Oblast de Pskov
  -  Ville fédérale de Saint-Pétersbourg
- Région économique du Nord
(Северный экономический район ; Severnyj èkonomičeskij rajon)
  -  République de Carélie
  -  République des Komis
  -  Oblast d'Arkhangelsk
  -  Oblast de Mourmansk
  -  Oblast de Vologda
  -  District autonome de Nénétsie
- Région économique du Centre
(Центральный экономический район ; Central'nyj èkonomičeskij rajon)
  -  Oblast de Briansk
  -  Oblast de Iaroslavl
  -  Oblast d'Ivanovo
  -  Oblast de Kalouga
  -  Oblast de Kostroma
  -  Oblast de Moscou
  -  Oblast d'Orel
  -  Oblast de Riazan
  -  Oblast de Smolensk
  -  Oblast de Toula
  -  Oblast de Tver
  -  Oblast de Vladimir
  -  Ville fédérale de Moscou
- Région économique du Centre-Tchernozem
(Центрально-Чернозёмный экономический район ; Central'no-Černozëmnyj èkonomičeskij rajon)
  -  Oblast de Belgorod
  -  Oblast de Koursk
  -  Oblast de Lipetsk
  -  Oblast de Tambov
  -  Oblast de Voronej
- Région économique de Volga-Viatka
(Волго-Вятский экономический район ; Volgo-Vâtskij èkonomičeskij rajon)
  -  République des Maris
  -  République de Mordovie
  -  République de Tchouvachie
  -  Oblast de Kirov
  -  Oblast de Nijni Novgorod
- Région économique de la Volga
(Поволжский экономический район ; Povolžskij èkonomičeskij rajon)
  -  République de Kalmoukie
  -  République du Tatarstan
  -  Oblast d'Astrakhan
  -  Oblast de Penza
  -  Oblast de Samara
  -  Oblast de Saratov
  -  Oblast d'Oulianovsk
  -  Oblast de Volgograd
- Région économique du Caucase du Nord
(Северо-Кавказский экономический район ; Severo-Kavkazskij èkonomičeskij rajon)
  -  République d’Adyguée
  -  République de Tchétchénie
  -  République du Daghestan
  -  République d’Ingouchie
  -  République de Kabardino-Balkarie
  -  République de Karatchaïévo-Tcherkessie
  -  République d’Ossétie du Nord-Alanie
  -  République de Crimée
  -  Oblast de Rostov
  -  Kraï de Krasnodar
  -  Kraï de Stavropol
- Région économique de l’Oural
(Уральский экономический район ; Ural'skij èkonomičeskij rajon)
  -  République de Bachkirie
  -  République d’Oudmourtie
  -  Oblast de Tcheliabinsk
  -  Oblast de Kourgan
  -  Oblast d'Orenbourg
  -  Oblast de Sverdlovsk
  -  Kraï de Perm
- Région économique de Sibérie occidentale
(Западно-Сибирский экономический район ; Zapadno-Sibirskij èkonomičeskij rajon)
  -  République de l'Altaï
  -  Oblast de Kemerovo-Kouzbass
  -  Oblast d'Omsk
  -  Oblast de Novossibirsk
  -  Oblast de Tomsk
  -  Oblast de Tioumen
  -  Kraï de l'Altaï
  -  District autonome de Iamalie
  -  District autonome des Khantys-Mansis
- Région économique de Sibérie orientale
(Восточно-Сибирский экономический район ; Vostočno-Sibirskij èkonomičeskij rajon)
  -  République de Bouriatie
  -  République de Khakassie
  -  République de Touva
  -  Oblast d'Irkoutsk
  -  Kraï de Transbaïkalie
  -  Kraï de Krasnoïarsk
- Région économique d’Extrême-Orient
(Дальневосточный экономический район ; Dal'nevostočnyj èkonomičeskij rajon)
  -  République de Sakha (Iakoutie)
  -  Oblast de l'Amour
  -  Oblast autonome juif
  -  Oblast de Magadan
  -  Oblast de Sakhaline
  -  Kraï de Khabarovsk
  -  Kraï du Kamtchatka
  -  Kraï du Primorié
  -  District autonome de Tchoukotka